# Constantin Frantzen
Constantin Frantzen (* 16. März 1998 in Düsseldorf) ist ein deutscher Tennisspieler.

## Karriere
Knapp 50 Matches absolvierte Frantzen auf der ITF Junior Tour. In der Junior-Rangliste kam er aber nur bis auf Platz 419. Nach der Schule nahm Frantzen 2016 ein Tennisstipendium an der Baylor University wahr. Dort spielte er bis zu seinem Abschluss 2021 College Tennis. Sein Studienschwerpunkt war Marketing.
Bedingt durch den Fokus auf das Doppel in den USA legte Frantzen schnell seinen Fokus darauf; im Einzel gelang ihm 2018 das erste Mal sich in der Weltrangliste zu platzieren, was ihm 2022 erneut gelang. In die Top 1000 konnte er bislang nicht einziehen. Sein erstes Turnier der ITF Future Tour spielte er schon 2015, in dem Jahr gewann er sogar seinen ersten Titel. Nach vereinzelten Teilnahmen kehrte er aber erst nach seinem Abschluss zum Turnierbetrieb zurück. 2021 zog er zweimal in Future-Endspiele, was er 2022 ausbaute. Achtmal stand er bei Futures im Endspiel, viermal gewann er den Titel, wobei er die meiste Zeit mit seinem Landsmann Tim Sandkaulen zusammen antrat. Ab August war er durch sein Ranking in den Top 300 bereits für Turniere der ATP Challenger Tour spielberechtigt. In Columbus zog er mit Charles Broom in sein erstes Challenger-Endspiel ein. Selbiges gelang ihm mit Reese Stalder als Partner in Las Vegas. Das Jahr schloss er damit auf Rang 189 ab und damit rund 1000 Plätze besser als im Vorjahr.
2023 spielte er neben Sandkaulen und Broom auch mit dem Deutschen Hendrik Jebens, mit dem er zweimal Anfang des Jahres das Challenger-Halbfinale erreichte. Im französischen Pau unterlag Frantzen mit Julian Cash in seinem dritten Endspiel. In seinem vierten unterlag er wiederum mit Jebens in Lugano, ehe er in der Folgewoche mit Jebens in Biel den Bann brach.

## Erfolge
| Legende (Anzahl der Siege) |
| Grand Slam                 |
| ATP Finals                 |
| ATP Tour Masters 1000      |
| ATP Tour 500               |
| ATP Tour 250               |
| ATP Challenger Tour (8)    |

### Doppel

#### Turniersiege
| Nr. | Datum              | Turnier         | Belag         | Partner         | Finalgegner                                        | Ergebnis    |
| --- | ------------------ | --------------- | ------------- | --------------- | -------------------------------------------------- | ----------- |
| 1.  | 26. März 2023      | Biel            | Hartplatz (i) | Hendrik Jebens  | Victor Vlad Cornea Franko Škugor                   | 6:2, 6:4    |
| 2.  | 11. Juni 2023      | Heilbronn       | Sand          | Hendrik Jebens  | Victor Vlad Cornea Philipp Oswald                  | 7:67, 6:4   |
| 3.  | 26. August 2023    | Augsburg        | Sand          | Hendrik Jebens  | Constantin Bittoun Kouzmine Wolodymyr Uschylowskyj | 6:2, 6:2    |
| 4.  | 2. September 2023  | Como            | Sand          | Hendrik Jebens  | Filip Bergevi Mick Veldheer                        | 6:3, 6:4    |
| 5.  | 23. September 2023 | Bad Waltersdorf | Sand          | Hendrik Jebens  | Marco Bortolotti Francesco Passaro                 | 6:1, 6:2    |
| 6.  | 1. Oktober 2023    | Orléans         | Hartplatz (i) | Hendrik Jebens  | Henry Patten John-Patrick Smith                    | 7:65, 7:612 |
| 7.  | 11. Mai 2024       | Mauthausen      | Sand          | Hendrik Jebens  | Ryan Seggerman Patrik Trhac                        | 6:4, 6:4    |
| 8.  | 30. März 2025      | Neapel          | Sand          | Alexander Erler | Geoffrey Blancaneaux Albano Olivetti               | 6:4, 6:4    |

#### Finalteilnahmen
| Nr. | Datum              | Turnier   | Belag         | Partner        | Finalgegner                                     | Ergebnis          |
| --- | ------------------ | --------- | ------------- | -------------- | ----------------------------------------------- | ----------------- |
| 1.  | 11. November 2023  | Metz      | Hartplatz (i) | Hendrik Jebens | Hugo Nys Jan Zieliński                          | 4:6, 4:6          |
| 2.  | 27. Juli 2024      | Kitzbühel | Sand          | Hendrik Jebens | Alexander Erler Andreas Mies                    | 3:6, 6:3, [6:10]  |
| 3.  | 24. September 2024 | Hangzhou  | Hartplatz     | Hendrik Jebens | Jeevan Nedunchezhiyan N. Vijay Sundar Prashanth | 6:4, 6:75, [7:10] |

## Abschneiden bei Grand-Slam-Turnieren

### Doppel
| Turnier         | 2024 | 2025 | Karriere |
| --------------- | ---- | ---- | -------- |
| Australian Open | 1    | 1    | 1        |
| French Open     | 1    | 2    | 2        |
| Wimbledon       | VF   | AF   | VF       |
| US Open         | 1    |      | 1        |

Zeichenerklärung: S = Turniersieg; F, HF, VF, AF = Einzug ins Finale / Halbfinale / Viertelfinale / Achtelfinale; 1, 2, 3 = Ausscheiden in der 1. / 2. / 3. Hauptrunde; Q1, Q2, Q3 = Ausscheiden in der 1. / 2. / 3. Qualifikationsrunde; nicht ausgetragen